# Alfred Dompert
Alfred Dompert (Stoccarda, 24 dicembre 1914 – Stoccarda, 11 agosto 1991) è stato un siepista tedesco.
Nel 1936 prese parte ai Giochi olimpici di Berlino, dove conquistò la medaglia di bronzo nei 3000 metri siepi arrivando alle spalle dei finlandesi Volmari Iso-Hollo e Kaarlo Tuominen. Fu tre volte campione nazionale in questa stessa specialità.
Fu il primo atleta a cui venne assegnato il Rudolf-Harbig-Gedächtnispreis, un premio che dal 1950 viene assegnato annualmente agli atleti tedeschi che per i loro comportamenti e risultati sportivi fungono da esempio per i giovani.

## Palmarès
| Anno | Manifestazione  | Sede    | Evento           | Risultato | Prestazione | Note                          |
| ---- | --------------- | ------- | ---------------- | --------- | ----------- | ----------------------------- |
| 1936 | Giochi olimpici | Berlino | 3000 metri siepi | Bronzo    | 9'07"2      | Miglior prestazione personale |

## Campionati nazionali
- 3 volte campione tedesco dei 3000 metri siepi (1937, 1947, 1950)